# Marli
Marli Souza Silva (Ipirá, 12 de outubro de 1983) conhecida simplesmente como Marli, é uma cantora brasileira, conhecida por seu trabalho como vocalista no projeto homônimo de música experimental criado em 2002 pelo produtor Antonio Augusto Farias, mais conhecido como Witched. Ganhou maior destaque em 2006, através de videoclipes de canções como "Bertulina" e "Cachaça" . Juntos, Marli e Witched gravaram oito álbuns de estúdio, lançados entre 2002 e 2013. No dia 29 de setembro de 2016, Witched anunciou o fim do projeto com Marli, após 14 anos de parceria.

## Carreira
Marli trabalhava como empregada doméstica na casa de Witched, em Feira de Santana, distante 94 quilômetros de sua cidade natal. Em 2002, o adolescente ficou surpreso ao encontrar um caderno com versos escritos pela própria. Os dois iniciaram um projeto musical inspirado em cantoras como Björk, Tori Amos e Madonna. No mesmo ano, lançaram o álbum "Rainha das trevas".
A popularidade da cantora começou a crescer em 2006, após o lançamento de Colostro, seu quarto álbum de estúdio. A divulgação do videoclipe da canção "Bertulina" através do Youtube, fez com que a cantora tivesse visibilidade nacional.
O projeto musical Marli foi desenvolvido de forma independente, e sua obra foi lançada sob o selo Furacu Records, de forma digital, através do site dedicado à cantora (retirado do ar poucos meses depois do anúncio do fim da parceria). Toda a divulgação também foi feita de forma Virtual, sendo apresentações ao vivo desconsideradas pela dupla. Seus álbuns foram disponibilizados no Spotify no início de 2016, e removidos algum tempo depois do fim da parceria, assim como sua conta no Youtube. Ao longo dos anos, a carreira de Marli adquiriu status de "trash inteligente", e com a consolidação de sua obra, passou a ser vista como um expoente da música experimental brasileira.

### Fim do projeto com Witched
Em junho de 2021, Witched voltou a falar do fim da colaboração com a cantora na página no Facebook de seu atual projeto musical, Pfink. De acordo com o produtor, o sucessor de Maremotrix já estava praticamente pronto, e contava com sete faixas criadas ao longo de mais de um ano. O álbum se chamaria Endolua, e teria uma faixa épica de mais de 10 minutos. Quando contatou a cantora por telefone para falar sobre o álbum,  ele teria sido informado de que ela não participaria mais do projeto, e não voltaria a gravar quaisquer vocais para o mesmo novamente. Cerca de dois anos depois deste telefonema, Witched lançou Endolua sem a participação da cantora, inaugurando seu projeto musical Pfink.

## Discografia

### Álbuns de estúdio
- 2002 - Rainha das Trevas
- 2003 - Virgem Brasileira
- 2003 - Eu Gosto de Louvar
- 2004 - Uma Garota do Cacete
- 2005 - Colostro
- 2006 - O Céu de Anastácia
- 2010 - Instalações Noturnas
- 2010 - Mais Um Presente no Saco
- 2013 - Maremotrix

### Compilações
- 2004 - A Árvore Ginecológica
- 2011 - Antologia
- 2011 - Volume Único

### Álbuns de vídeo
- 2012 - Antologia: Os Vídeos

### Álbuns de remixes
- 2003 - Remixada & Lubrificada
- 2009 - Remixtape
- 2010 - Projeto Lux Nocti
- 2011 - Antologia Remixada
- 2015 - Desova

### Singles
- 2003 - Virgem Brasileira
- 2003 - Armando Um Barraco
- 2003 - Vai pro Inferno
- 2003 - Eu Gosto de Louvar
- 2003 - Abra Seus Olhos
- 2003 - Garota Crente
- 2003 - Cemitério
- 2003 - Menina Capitolina
- 2003 - Purpurina
- 2004 - Uma Garota do Cacete
- 2004 - Pirulito
- 2004 - O Olho do Tarado
- 2004 - Odisseia Clitoriana
- 2005 - Galáctica
- 2005 - Amor de Urubu
- 2006 - Bertulina
- 2006 - Linha Direta
- 2006 - O Amor Está no Ar
- 2007 - Além do Arco-Íris
- 2007 - Sangue
- 2008 - Hoje Não Tem Maniçoba
- 2008 - Cachaça
- 2008 - Planalto Central
- 2010 - Suave Peste Negra
- 2010 - Bruxas e Viúvas
- 2010 - Eu Vou Chopar Ela
- 2010 - Mais Um Presente no Saco
- 2011 - Recarga
- 2012 - Rainha das Trevas (2012 Remix)
- 2013 - Macumba Pirata
- 2013 - O Fluxo Ardente do Torpor
- 2014 - Imolação Hidrostática
- 2014 - Kawa
- 2015 - Garota Dengue

### Videoclipes
- 2006 - Bertulina
- 2006 - Linha Direta
- 2006 - O Amor Está no Ar
- 2007 - Galáctica
- 2007 - Além do Arco-Íris
- 2008 - Cachaça
- 2008 - Planalto Central
- 2010 - Suave Peste Negra
- 2010 - Bruxas e Viúvas
- 2011 - Recarga
- 2013 - Macumba Pirata
- 2014 - Imolação Hidrostática
- 2014 - AlcatruzReferências

1. ↑  «Marli no site Rate Your Music». Consultado em 22 de dezembro de 2016
2. 1 2 3  «Conheça Marli, a Björk de Feira de Santana que é hit no Youtube». Consultado em 22 de dezembro de 2016
3. ↑  «A despedida de Marli». Consultado em 22 de dezembro de 2016
4. ↑  «Marli no Spotify». Consultado em 22 de dezembro de 2016
5. ↑  «Esconderijo: Marli». Consultado em 22 de dezembro de 2016
6. ↑  «Pfink no Facebook»